# Ministerstwo Przemysłu Lekkiego
Ministerstwo Przemysłu Lekkiego – polskie ministerstwo istniejące w latach 1949–1981, powołane z zadaniem działania w obszarze przemysłów związanych z zaopatrzeniem ludności w podstawowe środki odzieżowe i produkty gospodarstwa domowego.
Ministerstwo miało siedzibę przy ulicy Hożej 20 w Warszawie.

## Ustanowienie urzędu
Na podstawie ustawy z 1949 r. o zmianie organizacji naczelnych władz gospodarki narodowej zniesiono urząd Ministra Przemysłu i Handlu i utworzono urząd Ministra Przemysłu Lekkiego obok takich urzędów jak: Ministerstwa Górnictwa i Energetyki, Ministra Przemysłu Ciężkiego, Ministra Przemysłu Rolnego I Spożywczego, Ministra Handlu Wewnętrznego i Ministra Handlu Zagranicznego.

## Ministrowie
- Eugeniusz Stawiński (1949–1968)
- Tadeusz Kunicki (1968–1977)
- Stanisław Mach (1977–1980)
- Władysław Jabłoński (1980–1981)

## Zakres działania urzędu
Do zakresu działania Ministra Przemysłu Lekkiego należały:
- sprawy przemysłu włókienniczego, odzieżowego, skórzanego, drzewnego, zapałczanego, papierniczego, mineralnego i poligraficznego, a w szczególności we wszystkich tych gałęziach przemysłu:
- planowanie gospodarcze i polityka inwestycji,
- kierowanie działalnością podległych przedsiębiorstw państwowych, państwowo-spółdzielczych oraz pozostających pod zarządem państwowym,
- ustalanie kierunku i nadzorowanie działalności przemysłowej central spółdzielni, central spółdzielczo-państwowych i spółdzielni,
- nadzór nad urządzeniami technicznymi,
- arbitraż w sprawach majątkowych między przedsiębiorstwami i instytucjami podlegającymi Ministrowi Przemysłu Lekkiego,
- sprawy kadr oraz współdziałanie z właściwymi władzami w sprawach zatrudnienia,
- organizowanie badań naukowych, publikacja wydawnictw i nadzorowanie instytucji naukowo-badawczych,
- sprawy państwowego przemysłu miejscowego;
- sprawy gospodarki odpadkami użytkowymi;
- sprawy przemysłu artystycznego.

Do zakresu działania Ministra Przemysłu Lekkiego przeszły sprawy zastrzeżone właściwości Ministra Skarbu w przepisach dotyczących monopolu zapałczanego.

## Zniesienie urzędu
Na podstawie ustawy z 1981 r. utworzono urząd Ministra Przemysłu Chemicznego i Lekkiego poprzez zniesienie urzędu Ministra Przemysłu Lekkiego oraz urzędu Ministra Przemysłu Chemicznego.